# Leucocoryne vittata
Leucocoryne vittata är en amaryllisväxtart som beskrevs av Pierfelice Ravenna. Leucocoryne vittata ingår i släktet Leucocoryne och familjen amaryllisväxter. Inga underarter finns listade i Catalogue of Life.

## Bildgalleri

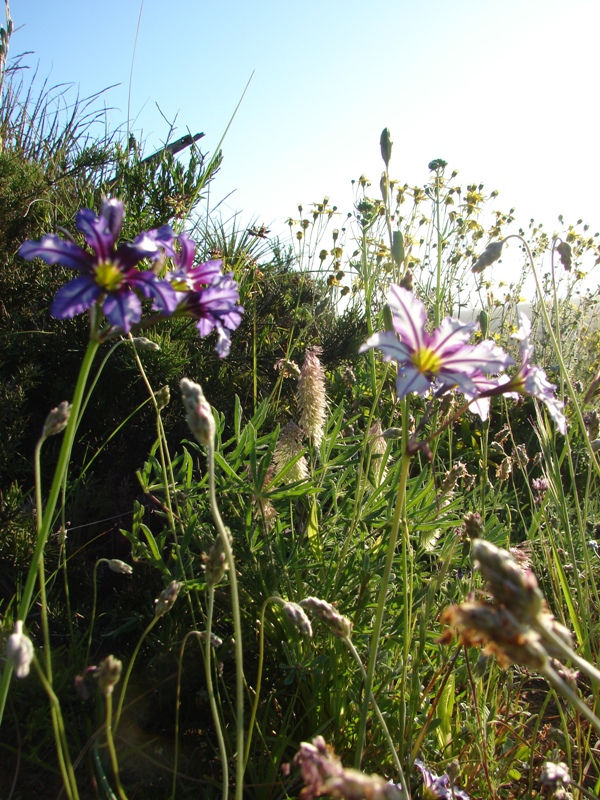